# David Rabe
David William Rabe (Dubuque, 10 marzo 1940) è un drammaturgo e sceneggiatore statunitense.

## Biografia
Dopo aver combattutto in Vietnam tra il 1965 e il 1967, David Rabe si affermò come drammaturgo a Broadway. Nel 1972 vinse il Tony Award alla migliore opera teatrale per Bastoni e ossa e ricevette altre tre candidature allo stesso premio nel 1974, nel 1977 e nel 1985. Nel corso della sua carriera, Rabe è stato premiato anche con l'Obie Award, l'Outer Critics Circle Award e la Guggenheim Fellowship. Rabe è inoltre l'autore di sei romanzi e una mezza dozzina di sceneggiature.
Dopo un primo matrimonio con Elizabeth Pan è stato sposato con Jill Clayburgh dal 1979 alla morte della donna nel 2010; ha avuto tre figli: Jason, Michael e Lily Rabe.

## Filmografia (parziale)
- Streamers, regia di Robert Altman (1983)
- Vittime di guerra (Casualties of War), regia di Brian De Palma (1989)
- Il socio (The Firm), regia di Sydney Pollack (1993)
- Bugie, baci, bambole & bastardi (Hurlyburly), regia di Anthony Drazan (1998)

## Teatro
- Chameleon (1959)
- Sticks and Bones (1971)
- The Basic Training of Pavlo Hummel (1971)
- The Orphan (1972)
- In the Boom Boom Room (1973)
- Burning (1974)
- The Crossing (1975)
- Streamers (1976)
- Goose and Tomtom (1982)
- Hurlyburly (1984)
- Those the River Keeps (1991)
- A Question of Mercy: Based upon the Journal by Richard Selzer (1997)
- The Dog Problem (2001)
- The Black Monk (2004)
- An Early History of Fire (2012)
- Good for Otto (2015)
- Visiting Edna (2016)